# Libertella salicis
Libertella salicis är en svampart som beskrevs av A.L. Sm. 1900. Libertella salicis ingår i släktet Libertella och familjen Diatrypaceae.   Inga underarter finns listade i Catalogue of Life.